# 洛聖都
洛聖都（西班牙語：Los Santos，縮寫為LS）是Rockstar North開發、Rockstar Games發行的系列遊戲《俠盜獵車手》裡面的一座虛構城市。它以美國加利福尼亞州的城市洛杉磯為創作依據。與洛杉磯相似，洛聖都包括了若干不同的地區，市區也擁有著與洛杉磯相當的人口數量以及圍繞在周邊的都會區，全島的面積約300平方公里。
雖然聖安地列斯州早已在俠盜獵車手第一代登場，洛聖都僅在其中兩部作品中出現，分別為2004年發行的《俠盜獵車手：聖安地列斯》和2013年的《俠盜獵車手V》。在《聖安地列斯》一作中，洛聖都被聖輝洛（San Fierro）和拉斯雲組華（Las Venturas）兩座城市所包圍，城市與城市之間被郊區所分隔；不過在《俠盜獵車手V》中，洛聖都以單一城市出現，在其北方還坐落著布雷恩郡（Blaine County）。在兩部遊戲中，洛聖都都有著各式各樣的商業機構供玩家購買以產生收入。 
俠盜獵車手V的地圖大小（即洛聖都及其周邊的郊區）比《俠盜獵車手IV》中的自由城和《碧血狂殺：救贖》的地圖加起來還要大。這也是目前Rockstar Games製作的遊戲中規模最大的開放世界。

## 開發

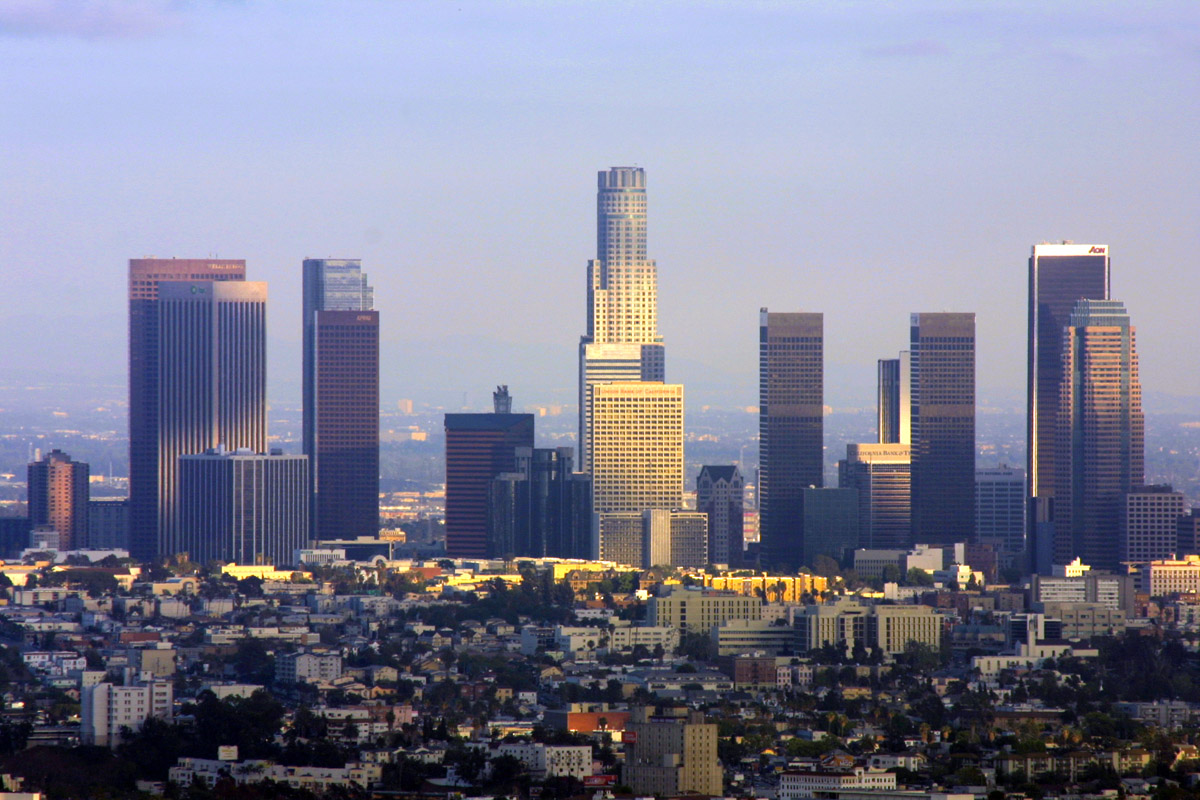
現實中的洛杉矶景觀

在《聖安地列斯》和《俠盜獵車手V》中，洛聖都均以洛杉磯作為其創作樣本。 這座虛構城市濃縮了洛杉磯代表事物，包括了與洛杉磯相似的地標建築和區域，但在遊戲中以不同的名稱設置在不同的地點。其中一個例子就是遊戲中的「好萊塢」被稱為「好麥塢」。
為了《俠盜獵車手V》的開發，開發團隊對洛杉磯進行了徹底的研究。他們組織了實地考察行程，並與當地導遊和建築歷史學家一同進行考察；行程中，他們拍攝了約250,000張照片和幾個小時的錄影片段。

## 侠盗猎车手V中的洛聖都

### 區域
洛聖都展示了許多經過藝術加工的洛杉磯地區、地標建築和居民區，其中包括康普頓、英格蘭伍德、東洛杉磯（東洛聖都，East Los Santos）、麥克阿瑟公園（格林公園，Glen Park）、洛杉磯市中心（洛聖都市中心，Downtown Los Santos）、比佛利山（羅克福特山，Rockford Hills）、穆赫蘭大道（穆赫蘭，Mulholland）、圣莫尼卡（聖瑪麗亞海灘，Santa Maria Beach）、馬利布（丘瑪墟，Chumash）、威尼斯海灘（威斯普奇海灘，Vespucci Beach）和好萊塢（好麥塢，Vinewood）及山上的好萊塢標誌（好麥塢招牌，Vinewood Sign）。

### 評價
在《俠盜獵車手V》發布之後，洛聖都獲得了評論家的高度評價。PlayStation官方雜誌的Joel Gregory和GamesRadar的Hollander Cooper讚揚地圖的大小與細節；他們通過與前作作出對比，認為洛聖都要比《俠盜獵車手IV》的自由城「更吸引人」。IGN的Keza MacDonald也表達了同樣的觀點，同時她稱讚了遊戲世界的高開放度，並認為探索這座城市是一件很令人享受的事。Polygon的Chris Plante感嘆道遊戲世界是多麼的令人難以置信。
許多評論家讚揚了開放世界的規模，並對遊戲所呈現的洛杉磯城市景象給予讚賞。Eurogamer的Tom Bramwell和Destructoid的Jim Sterling讚揚遊戲將洛杉磯的地理整合到了一個多種多樣且巧妙設計的城市空間中。Giant Bomb的Jeff Gertsmann稱這座城市「很好地勾起人們對洛杉磯的回憶」。 GameTrailers的Brandon Jones稱這座城市是一座洛杉磯地標建築的有趣組合。
《紐約客》雜誌的Sam Sweet指出，隨著遊戲銷量達到130萬份，「將會有著比現實中洛杉磯更多的人居住在洛聖都這座想像中的城市。」

## 侠盗猎车手：圣安地列斯中的洛聖都
《侠盗猎车手：圣安地列斯》中的洛圣都位于圣安地列斯州，北部和西部分别坐落着拉斯云组华（Las Venturas）和圣菲洛（San Fierro）两大都市。《侠盗猎车手：圣安地列斯》中，洛圣都是一座充满犯罪活动的城市，不时都充斥着暴力犯罪、毒品贩卖、汽车盗窃、警民冲突、帮派问题以及卖淫等犯罪活动。其中洛圣都市内有着三大帮派势力：格洛夫街、巴勒斯和瓦格斯。腐败的警察和混乱的帮派势力成了洛圣都市的一种倒影。

## 外部連結
- 俠盜獵車手：聖安地列斯官方網站（英文）
- 俠盜獵車手V官方網站（中文）